# Università McMaster
L'Università McMaster è un'università di media grandezza situata nella città di Hamilton, in Ontario, Canada, che conta circa 19.113 studenti a tempo pieno e 2.739 laureati iscritti a master e dottorati (dato relativo all'anno 2007-08).
McMaster, altrimenti nota come 'Mac', è composta da sei programmi o insiemi di facoltà: Facoltà di Scienze, Facoltà di Medicina, Ingegneria, Studi Umanistici, Facoltà di Scienze Sociali ed Economia. McMaster si colloca all 87º posto nella classifica delle università mondiali e al 4º posto in Canada (2° nella Provincia di Ontario), dati relativi alla Classifica accademica delle università mondiali del 2007 e al 100º posto nella classifica del Times sempre per l'anno 2007.

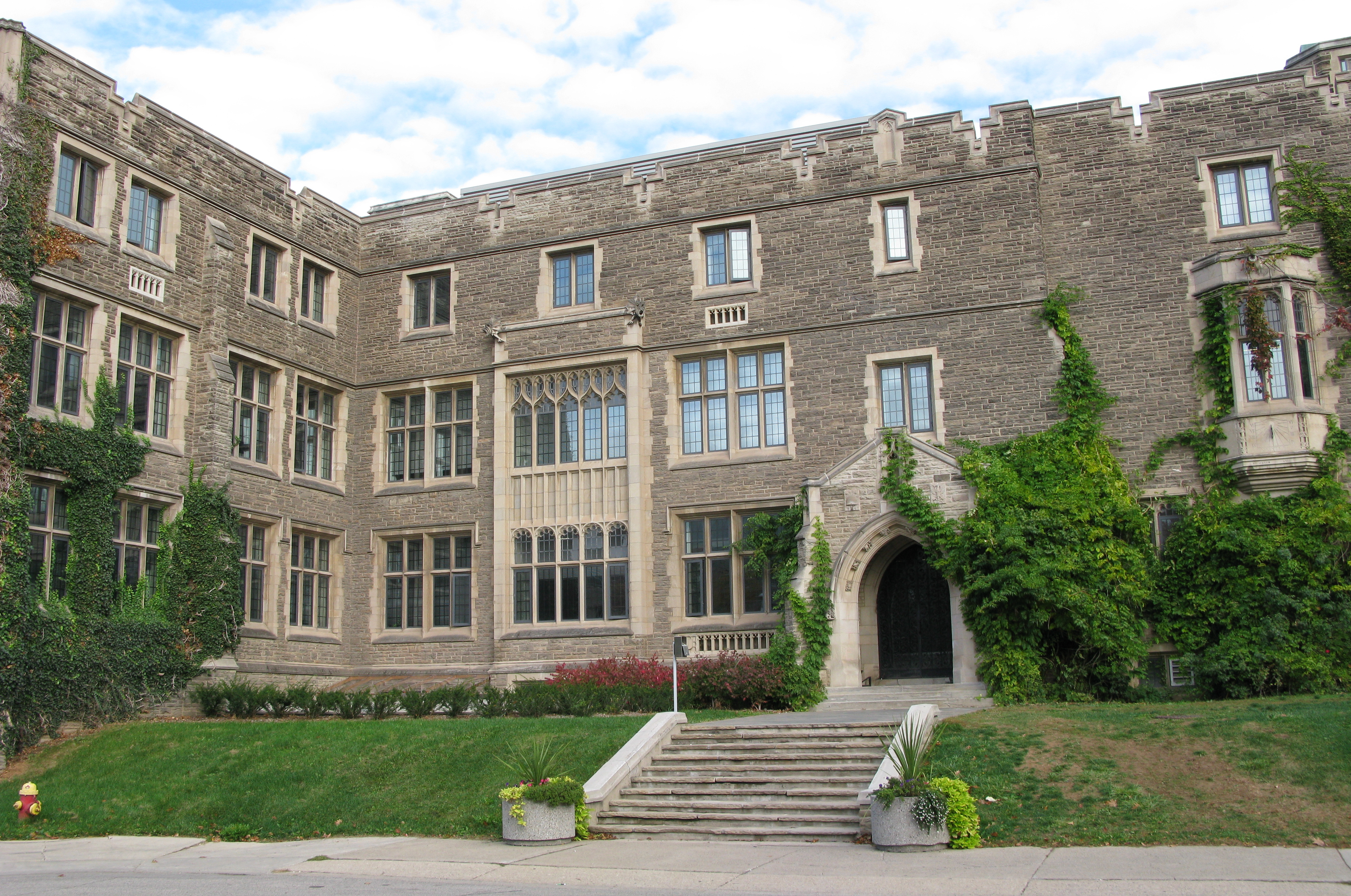
Dipartimento di matematica dell'Università McMaster